# Stéphane Bouquet
Pour les articles homonymes, voir Bouquet.
Stéphane Bouquet est un écrivain, scénariste et critique de cinéma français né à Paris le 31 octobre 1967.

## Biographie
Pensionnaire à la villa Médicis en 2002 et 2003, Stéphane Bouquet a écrit les textes de (et joué dans) La Traversée, long métrage autobiographique, ainsi que les scénarios de divers films de Sébastien Lifshitz (Les Corps ouverts, Presque rien, Wild Side, Les Terres froides), de Valérie Mréjen (La Défaite du rouge-gorge), de Yann Dedet (Le Pays du chien qui chante) et de Robert Cantarella.
Longtemps critique aux Cahiers du cinéma, il a publié des études sur Gus Van Sant, Eisenstein et sur L’Évangile selon saint Matthieu de Pasolini.
Il a participé en 2002, en tant que danseur, à la création chorégraphique de Mathilde Monnier, Déroutes et, en tant que danseur-scénariste, à sa pièce Frère & sœur créée au festival d'Avignon 2005.
Il a publié des recueils de poésie et un récit chez Champ Vallon ainsi que des traductions de poètes américains : Robert Creeley, Le Sortilège, aux éditions Nous, 2006 ; Paul Blackburn, Villes, chez José Corti, 2011 ; Peter Gizzi, L’Externationale, chez José Corti, 2013.
Il a animé avec Laurent Goumarre l'émission Studio danse sur France Culture et il a été critique littéraire à Libération et collaborateur au Monde.

## Publications

### Œuvres littéraires
- Dans l’année de cet âge. 108 poèmes pour, et les proses afférentes, Seyssel, Champ Vallon, 2001, 125 p.  (ISBN 2-87673-326-9)
- Un monde existe, Seyssel, Champ Vallon, 2002, 98 p.  (ISBN 2-87673-345-5)
- Le Mot frère, Seyssel, Champ Vallon, 2005, 101 p.  (ISBN 2-87673-401-X)[8]
- Un peuple, Seyssel, Champ Vallon, 2007, 94 p.  (ISBN 978-2-87673-456-2)
- Nos Amériques, Seyssel, Champ Vallon, 2010, 92 p.  (ISBN 978-2-87673-521-7)
- Les Amours suivants[9], Seyssel, Champ Vallon, 2013, 128 p.  (ISBN 978-2-87673-895-9)
- Les Oiseaux favorables, avec le photographe Amaury Da Cunha, Les inaperçus, 2013 Sélectionné pour le prix des Découvreurs 2018.
- Vie commune, Seyssel, Champ Vallon, 2016, 146 p.  (ISBN 979-10-267-0449-2)[10]
- La Baie des cendres, avec le photographe Morgan Reitz, Warm, 2017
- La Cité de paroles, éditions José Corti, 2018[11]
- Le Fait de vivre, Seyssel, Champ Vallon, 2021, 112 p.  (ISBN 979-10-267-0958-9)
- Tout se tient, P.O.L, 2025, 128 p. (ISBN 978-2-8180-6368-2)[12]

### Anthologies
- Writing the Real: A Bilingual Anthology of Contemporary French Poetry (traducteur Michelle Noteboom), Enitharmon Press, 2016

### Études sur le cinéma
- L'Évangile selon Saint Matthieu, Cahiers du cinéma, 2003
- Clint Fucking Eastwood, Capricci, 2013, 88 p.  (ISBN 978-2-918040-38-5)
- Sergueï Eisenstein, Cahiers du cinéma, 2008, 96 p.
- Gus Van Sant, avec Jean-Marc Lalanne, Cahiers du cinéma, 2009, 204 p.
- Cinéma 68, avec Antoine de Baecque et Emmanuel Burdeau, Cahiers du cinéma, 2008, 288 p.  (ISBN 978-2-86642-528-9)

## Scénarios
- 1996 : Il faut que je l'aime, de Sébastien Lifshitz
- 1998 : Les Corps ouverts, de Sébastien Lifshitz
- 1999 : Les Terres froides, de Sébastien Lifshitz (TV)
- 2000 : Presque rien, de Sébastien Lifshitz
- 2001 : La Traversée, de Sébastien Lifshitz
- 2002 : La Défaite du rouge-gorge, de Valérie Mréjen
- 2002 : Le Pays du chien qui chante, de Yann Dedet
- 2004 : Wild Side, de Sébastien Lifshitz
- 2005 : Torse, de Louis Dupont
- 2009 : Plein sud, de Sébastien Lifshitz